# Forensische taalkunde
De forensische taalkunde is een onderdeel van de toegepaste taalkunde dat zeer nauw verwant is aan de rechtslinguïstiek en met name te maken heeft met het strafrecht. Een van de dingen die centraal staan is de forensische fonetiek, ofwel het identificeren van een spreker door middel van spraak- en stemanalyse. Verder staat ook het bestuderen en ordenen van in juridisch en strafrechtelijk opzicht relevante teksten centraal. Voorbeelden van dergelijke teksten zijn dreigbrieven, chantagebrieven, plagiaat, bekentenissen en mogelijk vervalste testamenten. 
In bredere zin houdt de forensische linguïstiek zich bezig met alles wat zowel met taal als met wet en misdaad te maken heeft. Te denken valt in dit verband bijvoorbeeld aan kruisverhoren, het taalgebruik tijdens juridische processen, het taalgebruik van etnische minderheden of illegalen en de invloed van een tolk in de rechtszaal op een verdachte. 
Bij het analyseren van teksten gaat het in de forensische taalkunde vaak om anoniem geschreven teksten waarvan de precieze auteur niet bekend is. Het doel is dan uiteraard het achterhalen van de echte auteur. Dit gebeurt niet alleen met behulp van een handschriften analyse, maar ook door het analyseren van zaken als schrijfstijl en typografie.
Een ander deelgebied van de forensische taalkunde heeft niet direct met het eigentijdse strafrecht te maken maar richt zich op het bestuderen van linguïstische kenmerken van historische juridische teksten, bijvoorbeeld de invloed die het Kerklatijn hierop in vroeger tijden heeft uitgeoefend. 